# NGC 2452
NGC 2452 (другие обозначения — PK 243-1.1, ESO 493-PN11) — планетарная туманность в созвездии Корма, обнаруженная в 1847 году.
Этот объект входит в число перечисленных в оригинальной редакции «Нового общего каталога».
Считалось, что туманность принадлежит скоплению NGC 2453, но радиальные скорости объектов различаются, поэтому NGC 2452 является всего лишь объектом переднего плана.